# Prähnu
Prähnu is een plaats in de Estlandse gemeente Hiiumaa, provincie Hiiumaa. De plaats heeft de status van dorp (Estisch: küla).
Tot in oktober 2017 behoorde Prähnu tot de gemeente Emmaste en sindsdien tot de fusiegemeente Hiiumaa.

## Bevolking
De ontwikkeling van het aantal inwoners blijkt uit het volgende staatje:
| Jaar            | 2000 | 2011 | 2017 | 2019 | 2020 | 2021 |
| --------------- | ---- | ---- | ---- | ---- | ---- | ---- |
| Aantal inwoners | 5    | 5    | 7    | 7    | 7    | 6    |

## Ligging
Prähnu ligt aan de westkust van het eiland Hiiumaa. Langs de oostgrens van het dorp loopt de Tugimaantee 84, de secundaire weg van Emmaste naar Luidja.

## Geschiedenis
Prähnu werd voor het eerst genoemd in 1576 onder de naam Broihelan Henrich, een boerderij. In 1577 heette ze Broye Hinrich, in 1583 Bre Hinrich en in 1693 Prechno. Vanaf het begin van de 18e eeuw lag ze op het landgoed van Kassar (Kassari).
Tussen 1977 en 1997 hoorde Prähnu, net als het buurdorp Ole, bij Külaküla. Een deel van Prähnu bleef ook na 1997 bij Külaküla. Het heet Saksaküla